# Кінематограф Уругваю
Кінематограф Уругваю — один з видів художньої творчості Уругваю, національний стиль і спосіб подачі кінематографічного матеріалу, а також економічні взаємини, пов'язані з процесом виробництва і прокатом творів.
Великий вплив на уругвайський кінематограф історично мало сусіднє аргентинське і бразильське кіно.
Останнє чверть століття ознаменувалося зростанням кількості та професіоналізму національних кінопроєктів. Крім того, Уругвай обрано улюбленим місцем зйомок для численних іноземних аудіовізуальних проєктів.

## Історія
Перший фільм показано 1896 року, а знято 1898 року («Гонка на велодромі Арожо Секо»). Однак вважається, що першою національною картиною була стрічка під назвою «Душі берега» (1923), знята режисером Хуаном Антоніо Борхесом, оскільки попередній період пов'язаний з домінуванням аргентинського кіно. До 1930-х знімалися, переважно, документальні стрічки, але з початком економічної депресії виробництво зупинилося і ожило тільки після Другої світової війни. За період від 1936 до 1959 року знято близько десятка повнометражних фільмів. Кінець 1950-х і 1960-і відзначені приходом неореалізму і відсутністю аргентинського впливу, крім більш ранніх робіт Фернандо Біррі. Повнометражні драми виникли тільки в 1980-х і розповідали про гаучо: "Гурі " (ісп. Guri, 1980) і «Вбивство Венансіо Флорес» (ісп. Mataron a Venancio Flores1982).
Після встановлення демократії кілька малобюджетних фільмів виявилися успішними серед глядачів і критиків: «Майже правдива історія Пепіти-ла-Пістолери» (1993, реж. Беатріс Флорес Сільва); «Дирижабль» (1994) реж. Пабло Дотта; «Спосіб танцю» (1997) реж. Альваро Буела. В країні виходять «Пам'ять про Бласа Квадру» (2000) і «Південна зірка» (2002) режисера Луїса Нієто ; комедійний фільм «25 Ват» (2002) режисерського дуету Пабло Столла і Хуана Пабло Ребельї і чорна комедія «Віскі» (2003, Хуан Пабло Ребелья), яка здобула приз на Каннському кінофестивалі. Ще одна комедія «Туалет Папи» (2007), режисерів Сесара Чарлоне і Енріке Фернандеса, розповідає про підготовку до приїзду папи в провінційне містечко. Комедія «Поганий день для риболовлі» (2009) завоювала призи і стала номінантом багатьох престижних фестивалів.

## Актори та акторки
Найвідомішою в світі уругвайською акторкою є Наталія Орейро. Також має популярність Чіна Сорілья, яка отримала приз на ММКФ 2004 року за фільм "Розмови з мамою". Багато уругвайських акторів і акторок роблять кар'єру одночасно в Уругваї та Аргентині. Спільні роботи Уругваю помітні у фільмах «Піца, пиво, цигарки» Адріана Каетано (1998, Аргентина), та в інших латиноамериканських країнах. Так, уругвайка за походженням, Барбара Морі, стала зіркою кіно і телебачення, живучи і працюючи виключно в Мексиці, хоча громадянство цієї країни вона отримала лише через 4 роки після свого дебюту на ТБ.